# 1102
1102 (MCII) je bilo navadno leto, ki se je po julijanskem koledarju začelo na sredo.

## Dogodki

### Evropa
- 5. maj - Rekonkvista: Almoravidi pod vodstvom Jusufa ibn Tašfina po letu dni obleganja zavzamejo Valencijo, v kateri je organizirala odpor El Cidova vdova Jimena Diaz. Nedolgo zatem iz Valencije Kastiljci pod vodstvom Alfonza VI. preženejo Almoravide. Ker Alfonz oceni, da se mesta ne da braniti, ga ukaže do tal požgati in zapusti.
- 4. junij - Po smrti poljskega vojvode Vladislava I. Hermana si Poljsko razdelita Boleslav III. Krivousti (jug) in njegov starejši polbrat Zbigniew (sever). Še istega leta sledijo med njima spopadi, ki pritegnejo v oba tabora večino srednjeevropskega visokega plemstva.↓
- → Poljski vojvoda Boleslav III. vdre v Pomeranijo, a Pomeranci potem vrnejo udarec napačnemu in deloma opustošijo ozemlje Boleslavovega nasprotnika Zbigniewa.
- 29. september - Henrik I. Angleški za škofa Hereforda nastavi Rogerja, nadzornika kraljeve živilske shrambe. Anzelm Canterburyjski v to imenovanje z odporom privoli. Roger ni bil nikoli posvečen, ker je nekaj dni kasneje zbolel in umrl.
- Pacta conventa: ogrski kralj Koloman sklene sporazum s hrvaškim plemstvom o personalni uniji dveh kraljevin z enim kraljem, ki regulira pravice in obveze hrvaškega plemstva do Kolomana. Ker ohranjeni dokument vsebuje nekaj nesprejemljivih napak, se danes domneva, da je poustvarjena repilka, ki datira v pozni srednji vek.
- V Baden-Badnu je dokončan grad Hohenbaden.
- Koncil v Londonu, ki ga vodi Anzelm Canterburyjski. Koncil ponovi politiko gregorijanskih reform, doda sodomijo med grehe in prepove trgovino s sužnji.
- Norveški kralj Magnus Bosonogi vodi invazijsko floto na Irsko, zavzame Dublin in se proglasi za dublinskega kralja.
- Beneška republika: Ordelafo Faliero postane dož, 34. po seznamu.

### Bližnji vzhod
- 17. maj - Bitka pri Ramli (1102): Ramla, strateško mesto med egipčansko trdnjavo Askalon in križarskim Jeruzalemom, je prizorišče boja med egipčanskimi Fatimidi, ki štejejo 30.000 vojščakov, in zgolj 500 vitezi-križarji, ki jih vodi jeruzalemski kralj Baldvin I.. Ker križarji napačno ocenijo številčnost fatimidske vojske, jih ti skoraj iztrebijo. Kralj Baldvin z maloštevilnim spremstvom prebije obroč in pobegne ter se v pristanišču Jaffa okrepi s pravkar prispelimi križarji iz Nemčije in Francije. Z 8000 križarji prežene skoraj štirikrat številčnejšo fatimidsko vojsko. V bitki umre grof Štefan Bloiški, eden od voditeljev prvega križarskega pohoda.
- Na novo prispeli Genovčani odstavijo jeruzalemskega patriarha Dagoberta Pisanskega. Konec leta si ta s pomočjo antiohijskega regenta Tankreda obnovi položaj.
- Rajmond IV. Touluški se vrača iz Konstantinopla po morju proti Sveti deželi. Ob prihodu v Antiohijo ga antiohijski regent Tankred, ki se boji konkurenčnega vladarja, pridrži in izpusti šele proti obljubi, da Rajmond ne bo osvajal obale med Antiohijo in Jeruzalemskim kraljestvom. Rajmond že nekaj dni po izpustitvi osvoji obalno mesto Tartus in se začne pripravljati na obleganje Tripolisa. Mesto pade šele 1109 leta, štiri leta po Rajmondovi smrti.

## Rojstva
- 7. februar - Matilda Angleška, rimsko-nemška cesarica, hči Henrika I. Angleškega († 1167)
- 25. oktober - Vilijem Clito, flandrijski grof († 1128)
- Eleaonora Bloiška, grofinja Vermandoisa († 1147)
- Nerses IV. Milostljivi, glavni episkop armenske cerkve († 1173)
- Sebastiano Ziani, 39. beneški dož († 1178)

## Smrti
- 19. maj: 
  - Štefan II., grof Bloisa, križar, kronist (* 1045)
  - Hugo VI. Lusignanski, grof La Marche, križar (* 1039)
- 4. junij - Vladislav I. Herman, poljski vojvoda (* 1043)
- protipapež Adalbert
- Ana Dalasena, bizantinska regentka (* 1025)
- Gabriel iz Melitene, armenski de facto vladar mesta Melitene (* 1055)
- Kerboga, seldžuški atabeg Mosula
- Vitale I Michiel, 33. beneški dož